# Крвник љубави и остале психотерапијске новеле
Крвник љубави и остале психотерапијске новеле (енгл. Love's Executioner and Other Tales of Psychotherapy) је књига прича америчког егзистенцијалног психијатара, почасног професора психијатрије на Универзитету Станфорд, и књижевника Ирвина Давида Јалома (енгл. Irvin David Yalom) (1931). објављена 1989. године. Прво издање на српском језику објавила је издавачка кућа Плато 2005. године из Београда у преводу Марије Стаменковић.

## О аутору
Ирвин Д. Јалом је рођен 1931. у Вашингтону у породици руских емиграната. Аутор је неколико бестселера, као и стручних књига из области психотерапије. Данас је професор на универзитету и живи у Сан Франциску . Активан је психотерапеут у Сан Франциску и Пало Алту. Највећи допринос дао је предајући о групној психотерапији као и развијајући модел егзистенцијалне терапије.

## О делу
Јалом је овом збирком дао увид у личне жеље и мотивације својих пацијената као и своју личну причу из угла терапеута. Приказао је оно што се дешава између пацијента и психотерапеута током сеансе иза затворених врата.
Збитка Крвник љубави садржи десет прича о десет пацијената, у којима аутор открива мистерије, фрустрације, очараност, хумор, током терапеутских сеанси.
Приче у књизи су истините стим што је аутор направио доста измена да би заштитио идентитет пацијената. Сви пацијенти (осим пацијента који је преминуо пре него што је књига завршена) су прочитали његове или њене приче и дао одобрење за објављивање.

### Наслови прича
- Крвник љубави
- Да је силовање легално
- Дебела дама
- Умрло је погрешно
- Никада нисам ни помислила да ће ми се то десити
- Немој бити њежан
- Два осмијеха
- Три неотворена писма
- Психотерапеутска моногамија
- У потрази за снивачем[6]